# Vremja (rivista)
Vremja (in russo Вре́мя, "Il tempo") fu la prima rivista mensile fondata da Fëdor Dostoevskij e da suo fratello Michail che ne fu direttore responsabile. Il primo numero vide la luce il giorno 8 gennaio 1861, mentre l'ultimo fascicolo uscì il 24 maggio 1863. Altri membri furono i critici Strachov e Grigor'ev.
La rivista ebbe molto successo (aveva più di 4 000 abbonati, un numero piuttosto considerevole per l'epoca).
La sua breve vita fu causata dalla sua proibizione, per un articolo di Strachov, Una questione fatale, pubblicato nell'aprile 1863, in cui il critico usò toni più moderati di quelli della stampa nazionalistica parlando dei rapporti russo-polacchi. Per i fratelli Dostoevskij la soppressione della loro rivista fu un durissimo colpo.

## Argomenti, articoli e opere pubblicate nella rivista
Gli argomenti che interessarono la rivista "Vremja" sono i più vari; di seguito vengono esposti alcuni di essi.
Nel primo fascicolo Fëdor Dostoevskij pubblicò "Sogni pietroburghesi in versi e in prosa", lungo feuilleton, e "Introduzione alla serie d'articoli in merito alla letteratura russa".
Nel terzo numero il primo argomento trattato è racchiuso nel Manifesto sulla liberazione dei servi della gleba dello zar Alessandro II. È poi presente la terza parte di Umiliati e offesi, da quasi tutti i critici letterari ritenuta l'opera principale pubblicata nella rivista. In questo numero Fëdor Dostoevskij scrisse anche due articoli, uno dei quali, Modelli di buonafede, concerne una donna che aveva sollevato uno scandalo leggendo pubblicamente le Notti egiziane, opera di Puškin dagli argomenti piuttosto arditi.
Altri argomenti trattati nella rivista sono la letteratura (oltre al summenzionato articolo in merito a questo argomento, nei fascicoli successivi Fëdor Dostoevskij pubblicò la "Serie di articoli sulla letteratura russa", articoli non poco importanti).
Il numero dell'11 novembre 1862 e quelli di febbraio e di marzo comprendono rispettivamente anche il racconto - di una cinquantina di pagine - dello scrittore russo Un maledetto imbroglio (Skvernyj anekdot), dal palese intento satirico, e l'articolo Osservazioni d'inverno su impressioni d'estate, vertente sul suo viaggio in Europa.
Nel 1862 venne pubblicato su "Vremja" il libro di Fëdor Dostoevskij Memorie dalla casa dei morti (Zapiski iz mërtvogo doma), scritto nel 1860, uno dei più apprezzati fra quelli dell'autore.
Nell'articolo di Strachov, Una questione fatale, pubblicato nell'aprile 1863,  il critico usò toni più moderati di quelli della stampa nazionalistica parlando dei rapporti russo-polacchi.